# Sonderkammer für Kriegsverbrechen am Bezirksgericht Belgrad
Die Sonderkammer für Kriegsverbrechen am Bezirksgericht Belgrad ist eine Kammer des Belgrader Bezirksgerichts, deren Aufgabe die strafrechtliche Verfolgung von Verbrechen gegen die Menschlichkeit und schweren Verstößen gegen das humanitäre Völkerrecht ist, die von serbischen Staatsbürgern in den 1990er Jahren während der Jugoslawienkriege begangen wurden. Sie entstand auf der Basis eines am 1. Juli 2003 von der serbischen Nationalversammlung erlassenen Gesetzes und nahm im Oktober des gleichen Jahres ihre Arbeit auf. Im Rechtssystem der Republik Serbien ist das Belgrader Bezirksgericht das einzige Gericht mit Zuständigkeit für Kriegsverbrechen. Das erste Verfahren vor der Sonderkammer begann am 9. März 2004; insgesamt wurden bisher rund 125 Verfahren eröffnet.

## Rechtsgrundlagen
Grundlagen für die Strafverfolgung durch die Belgrader Sonderkammer sind die Bestimmungen des serbischen Strafrechts zu Verbrechen gegen die Menschlichkeit und zu Verstößen gegen internationales Recht sowie die Bestimmungen des Statuts des Internationalen Strafgerichtshofs für das ehemalige Jugoslawien (ICTY) zu Verstößen gegen das humanitäre Völkerrecht auf dem Gebiet des ehemaligen Jugoslawiens seit 1991. Die Beteiligung von Richtern oder Anklägern aus dem Ausland ist nicht vorgesehen, so dass es sich nicht um ein internationales Gericht oder einen sogenannten hybriden Strafgerichtshof wie das Rote-Khmer-Tribunal in Kambodscha handelt.
Die Kammer kann sich bezüglich Fragen des materiellen Rechts auf die Rechtsprechung des ICTY stützen, hat jedoch bisher von dieser Möglichkeit kaum Gebrauch gemacht. Ebenso können Zeugenaussagen und Beweismaterial aus ICTY-Verfahren in Prozessen vor der Kammer verwendet werden.

## Organisation und Arbeitsweise
Die Belgrader Sonderkammer besteht aus zwei Gremien mit je drei Richtern, die vom Präsidenten des Belgrader Bezirksgerichts ernannt werden und entweder von diesem Gericht kommen oder von anderen Gerichten abgeordnet werden. Darüber hinaus sind für die Kammer zwei Ermittlungsrichter tätig. Die Amtsdauer der Richter, die teilweise an Seminaren der Organisation für Sicherheit und Zusammenarbeit in Europa (OSZE) und des Entwicklungsprogramms der Vereinten Nationen (UNDP) zum humanitären Völkerrecht teilnehmen, beträgt vier Jahre und ist damit deutlich länger als an den meisten anderen Kammern des Belgrader Bezirksgerichts.
Für die Anklagevertretung vor der Belgrader Sonderkammer wurde eine entsprechende Staatsanwaltschaft in Belgrad eingerichtet, deren Chefankläger vom serbischen Parlament berufen wird. Berufungen gegen Entscheidungen der Kammer werden letztinstanzlich vor der Strafkammer des Obersten Gerichtshof Serbiens verhandelt.